# Team BikeExchange/2021
Deze pagina geeft een overzicht van de UCI World Tour wielerploeg Team BikeExchange in 2021.

## Algemeen
Sponsors: BikeExchange
Algemeen manager: Brent Copeland
Teammanager: Matthew White
Ploegleiders: Vittorio Algeri, Gene Bates, Julian Dean, Mathew Hayman, Lorenzo Lapage, David McPartland, Marco Pinotti, Andrew Smith, Brian Stephens
Fietsen: Bianchi

## Renners
| Naam                    | Geboortedatum | Nationaliteit       | Ploeg 2020                     |
| ----------------------- | ------------- | ------------------- | ------------------------------ |
| Jack Bauer              | 07-04-1987    | Nieuw-Zeeland       |                                |
| Sam Bewley              | 22-07-1987    | Nieuw-Zeeland       |                                |
| Brent Bookwalter        | 16-02-1984    | Verenigde Staten    |                                |
| Esteban Chaves          | 17-01-1990    | Colombia            |                                |
| Kevin Colleoni          | 11-11-1999    | Italië              | Biesse Arvedi                  |
| Luke Durbridge          | 09-04-1991    | Australië           |                                |
| Alexander Edmondson     | 22-12-1993    | Australië           |                                |
| Tsgabu Grmay            | 25-08-1991    | Ethiopië            |                                |
| Kaden Groves            | 23-12-1998    | Australië           |                                |
| Lucas Hamilton          | 12-02-1996    | Australië           |                                |
| Michael Hepburn         | 17-08-1991    | Australië           |                                |
| Damien Howson           | 13-08-1992    | Australië           |                                |
| Amund Grøndahl Jansen   | 11-02-1994    | Noorwegen           | Team Jumbo-Visma               |
| Christopher Juul-Jensen | 06-07-1989    | Denemarken          |                                |
| Tanel Kangert           | 11-03-1987    | Estland             | EF Education First Pro Cycling |
| Alexander Konysjev      | 25-07-1998    | Italië              |                                |
| Michael Matthews        | 26-09-1990    | Australië           | Team Sunweb                    |
| Cameron Meyer           | 12-02-1996    | Australië           |                                |
| Luka Mezgec             | 27-06-1988    | Slovenië            |                                |
| Mikel Nieve             | 26-05-1984    | Spanje              |                                |
| Barnabás Peák           | 29-11-1998    | Hongarije           |                                |
| Nick Schultz            | 13-09-1994    | Australië           |                                |
| Callum Scotson          | 10-08-1996    | Australië           |                                |
| Dion Smith              | 03-03-1994    | Nieuw-Zeeland       |                                |
| Robert Stannard         | 16-09-1998    | Australië           |                                |
| Simon Yates             | 07-08-1992    | Verenigd Koninkrijk |                                |
| Andrej Zejts            | 14-12-1986    | Kazachstan          |                                |

### Vertrokken
| Naam             | Geboortedatum | Nationaliteit       | Ploeg 2021             |
| ---------------- | ------------- | ------------------- | ---------------------- |
| Edoardo Affini   | 24-06-1996    | Italië              | Team Jumbo-Visma       |
| Michael Albasini | 20-12-1980    | Zwitserland         | gestopt                |
| Jack Haig        | 06-09-1993    | Australië           | Bahrain-Victorious     |
| Daryl Impey      | 06-12-1984    | Zuid-Afrika         | Israel Start-Up Nation |
| Adam Yates       | 07-08-1992    | Verenigd Koninkrijk | INEOS Grenadiers       |

## Overwinningen
| Nationale kampioenschappen wielrennen Australië - wegwedstrijd: Cameron Meyer Ronde van Catalonië 4e etappe: Esteban Chaves Puntenklassement: Esteban Chaves Bergklassement: Esteban Chaves Ronde van de Alpen 2e etappe Simon Yates Eindklassement: Simon Yates Ronde van Hongarije 4e etappe: Damien Howson Eindklassement: Damien Howson Ronde van Italië 19e etappe: Simon Yates | Ronde van Tsjechië 2e etappe: Nick Schultz Ronde van Slowakije Proloog: Kaden Groves CRO Race Bergklassement: Simon Yates |  |

Mannen: 2012 · 2013 · 2014 · 2015 · 2016 · 2017 · 2018 · 2019 · 2020 · 2021 · 2022 · 2023 · 2024  · 2025
Vrouwen: 2012 · 2013 · 2014 · 2015 · 2016 · 2017 · 2018 · 2019 · 2020 · 2021 · 2022 · 2023 · 2024 · 2025
AG2R-Citroën · Astana-Premier Tech · Bahrain-Victorious · BORA-hansgrohe · Cofidis, Solutions Crédits · Deceuninck–Quick-Step · EF Education-Nippo · Groupama-FDJ · INEOS Grenadiers · Intermarché-Wanty-Gobert Matériaux · Israel Start-Up Nation · Lotto Soudal · Movistar Team · Team BikeExchange · Team DSM · Team Jumbo-Visma · Team Qhubeka NextHash · Trek-Segafredo · UAE Team Emirates